# Артуро Васкес Аяла
Артуро Васкес Аяла (ісп. Arturo Vázquez Ayala, нар. 23 червня 1949, Мехіко) — мексиканський футболіст, що грав на позиції захисника за клуби «УНАМ Пумас», «Гвадалахара» та «Атланте», а також національну збірну Мексики. 
По завершенні ігрової кар'єри — тренер.

## Клубна кар'єра
У дорослому футболі дебютував 1970 року виступами за команду «УНАМ Пумас», в якій провів дев'ять сезонів. 
Згодом провів сезон 1979/80 років у клубі «Гвадалахара», після чого перейшов до лав «Атланте», вистипами за який через п'ять сезонів і завершив ігрову кар'єру.

## Виступи за збірну
1973 року дебютував в офіційних матчах у складі національної збірної Мексики.
Був капітаном мексиканської збірної на чемпіонаті світу 1978 в Аргентині. У першій грі групового етапу проти збірної Тунісу забив перший гол мексиканців на турнірі, реалізувавши пенальті наприкінці першого тайму і відкривши рахунок матчу. Утім у другому таймі суперники відповіли трьома забитими голами і виграли. Решту два матчі групового етапу збірна Мексики згодом також програла і завершила мундіаль без жодного набраного очка.
Загалом протягом кар'єри у національній команді, яка тривала 8 років, провів у її формі 52 матчі, забивши 5 голів.

## Кар'єра тренера
Розпочав тренерську кар'єру невдовзі по завершенні кар'єри гравця, 1987 року, очоливши на сезон тренерський штаб клубу «Атланте». Протягом 1998–1999 років повертався на тренерський місток «Атланте», а згодом у 2006 тренував команду «Альтаміра».

## Здобутки
- Володар Кубка Мексики (1):

«УНАМ Пумас»: 1974/75
- Чемпіон Мексики (1):

«УНАМ Пумас»: 1976/77
- Переможець Чемпіонату націй КОНКАКАФ: 1977
- Бронзовий призер Чемпіонату націй КОНКАКАФ: 1973